# نانا (فیلم ۲۰۰۵)
نانا (ژاپنی: ナナ هپبورن: NANA) فیلمی در ژانر درام به کارگردانی کنتارو اوتانی و محصول سال ۲۰۰۵ کشور ژاپن است که با الهام از مجموعه مانگایی ژاپنی به همین نام و به قلم آی یازاوا ساخته شده‌است. در این فیلم میکا ناکاشیما در نقش نانا اوساکی و آئویی میازاکی در نقش نانا «هاچی» کوماتسو حضور دارند. این فیلم در تاریخ ۳ سپتامبر ۲۰۰۵ به نمایش درآمد.
دنبالهٔ فیلم تحت عنوان نانا ۲ در دسامبر ۲۰۰۶ اکران شد. ناکاشیما نقش نانا اوساکی را در این فیلم نیز تکرار کرد، اما بازیگران اصلی دیگر از جمله میازاکی و ریوهی ماتسودا نقش‌های خود را تکرار نکردند.